# Oleby
Oleby is een plaats in de gemeente Torsby in het landschap Värmland en de provincie Värmlands län in Zweden. De plaats heeft 334 inwoners (2005) en een oppervlakte van 111 hectare.

## Verkeer en vervoer
Bij de plaats loopt de Länsväg 239.
De plaats heeft een station aan de spoorlijn Kil - Torsby.